# 马德罗尼亚尔
马德罗尼亚尔，是西班牙卡斯蒂利亚-莱昂萨拉曼卡省的一个市镇。 总面积2平方公里，总人口171人（2001年），人口密度86人/平方公里。